# Persia and Iraq Command
Le Persia and Iraq Command (« commandement de la Perse et de l'Irak » en français) est une formation de l'armée britannique créé pendant la Seconde Guerre mondiale en septembre 1942 à Bagdad. Son rôle principal était la protection d'attaques terrestres et aériennes des champs pétrolifères et des installations pétrolières en Perse (officiellement en Iran) et en Irak. Son autre rôle était d'assurer le transport des fournitures des ports du golfe Persique à travers l'Irak et la Perse vers l'Union soviétique.

## Histoire

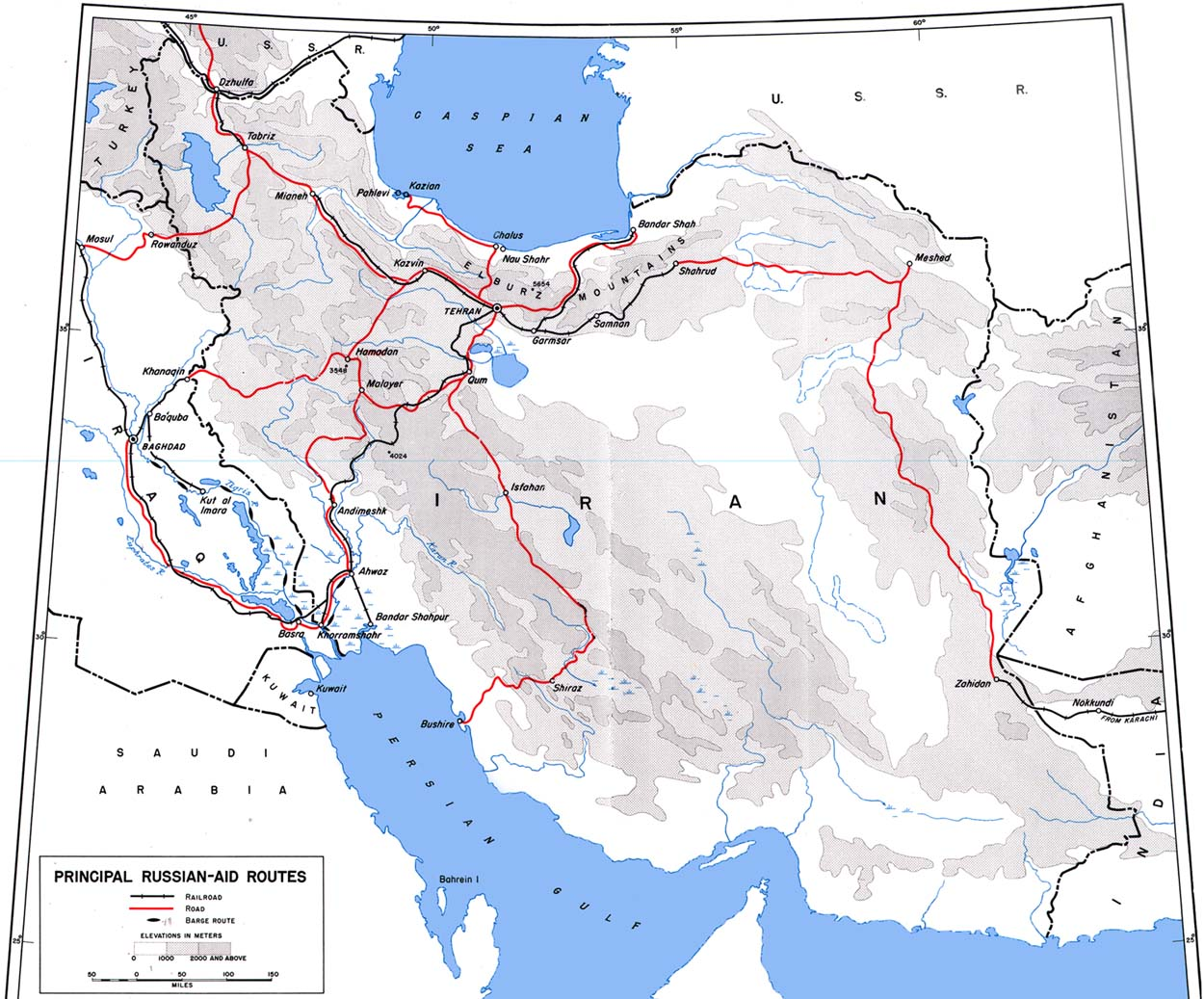
Routes en Iran et en Irak utilisé par le corridor perse.

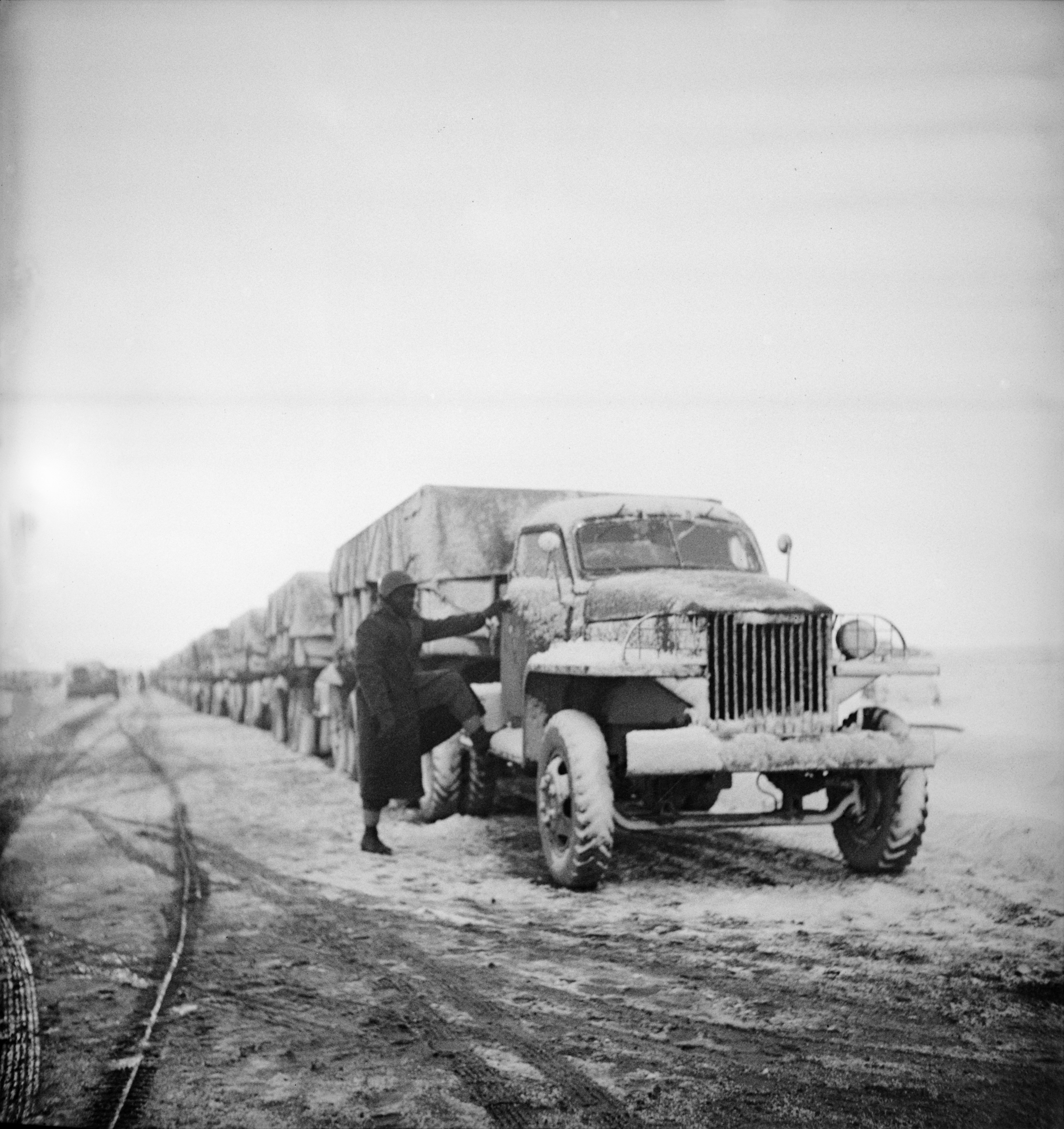
Des camions américains quelque part sur le trajet du corridor perse.